# Per Stendahl
Per Bertil Stendahl, född 17 juni 1924 Östra Vingåker, Södermanland, död 13 januari 2003 i Slottsstadens församling, Malmö, var en svensk målare och möbelarkitekt.
Stendahl studerde för Eskil Skans och Allan Bondesson samt i Köpenhamn. Som konstnär målade han i en expressionistisk stil med stark färgskala och motiven är religiösa eller landskap. Stendahl är representerad vid Malmö museum och FN-huset.
Bland hans offentliga arbeten märks altarmålningen i Betelkyrkan Malmö, ett altarkrucifix till Tyringe kyrka samt teaterdekorationer.
Per Sandalhl är gravsatt i minneslunden på Sankt Pauli mellersta kyrkogård, Malmö.